# طرابيش (مسلسل)
طرابيش مسلسل سوري من إخراج وإنتاج الفنان السوري طلحت حمدي الذي لعب دور البطولة في المسلسل، انتهى إنتاجه في عام 1992 لكن لم يتم عرضة وكان محال اختلاف وجهات نظر كثيرة في البداية وتم طبع المسلسل وتوزيعة بعد ذلك من قطر عرض على الكثير من المحطات العربية، يحكي قصة شخص فقير اتبع أسلوب جمع وتشغيل الاموال وا نتهى بالإفلاس بالنهاية.

## قصة المسلسل
يحكي المسلسل عن فترة كانت سورية وخاصة مدينة حلب تشهد حركة اقتصادية صناعية وتجارية كبيرة، وكان يديرها بعض رجال الأعمال وكل ذلك بطريقة جمع الاموال، في ذلك الحين لم تكن التشريعات السورية تؤمن حماية أو اية نظم لتشغيل الاموال وكان الكل يتبع قوانينه الخاصة.
تدور احداث المسلسل حول شخص فقير قام باستخدام طريقة جمع الأموال من الناس وتشغيلها حتى أصبح رجل أعمال كبير، إلا أنه في النهاية يُفلس.
وفي ليلة عرض الحلقة الأخيرة عام 1994 تجمع مئات الالاف من اصحاب الاموال امام شركات امينو وشركات كلاس واخرين يطالبون باموالهم مما أدى إلى اعلان هذه الشركات افلاسها بين ليلة وضحاها وانخفاض أسعار العقارات بشكل كبير، ما زال موضوع مسلسل طرابيش محل نقاش إلى الآن من يعتبرة سبب اجهاض نهضة اقتصادية في البلد واخرين يقولون انه قضى على فايروس لاستثمار خاطئ قبل أنتشاره.

## فريق العمل

### تأليف
- عمر قنوع (مؤلف)
- زياد مولوي (مشاركة بالتأليف)

### إخراج
- طلحت حمدي (مخرج)

- غازي إبراهيم (مخرج منفذ)

- فتحي مراد (مساعد مخرج)

### تمثيل
- طلحت حمدي (أبو العجايب)
- محمود جركس
- واحة الراهب
- سحر فوزي
- أميمة الطاهر
- نبيلة النابلسي
- عمر قنوع
- هاني شاهين
- أمانة والي
- عارف الطويل
- غادة بشور
- أمل حويجة
- هالة حسني
- محمد الشماط
- محمد جبولي
- أدهم الملا
- سليم تركماني
- أحمد خليفة
- مصطفى فهمي البكار
- ياسر أبو الجبين
- فدوى محسن
- شريف السيد
- مازن لطفي
- يوسف حرب
- نزار أبو حجر
- سعيد عبد السلام
- محمد طرابيشي
- أمين راجحة
- حسام عيسى
- غادة واصف
- هيثم شيخوني
- فؤاد سرايجي
- رياض كبرة
- نهاد بربر
- حنان حبال
- حسين الصيداوي
- هيثم شاهين
- هامي البكار (طفل)
- محمد خير حلواني
- رنده عيد

### تصوير
- سمير سمارة (مدير الإضاءة)
- محيي الدين المصري (مصور)
- محمود سنوبر (مصور)
- أحمد برادعي (مساعد مصور)